# Liste des intercommunalités de Tarn-et-Garonne

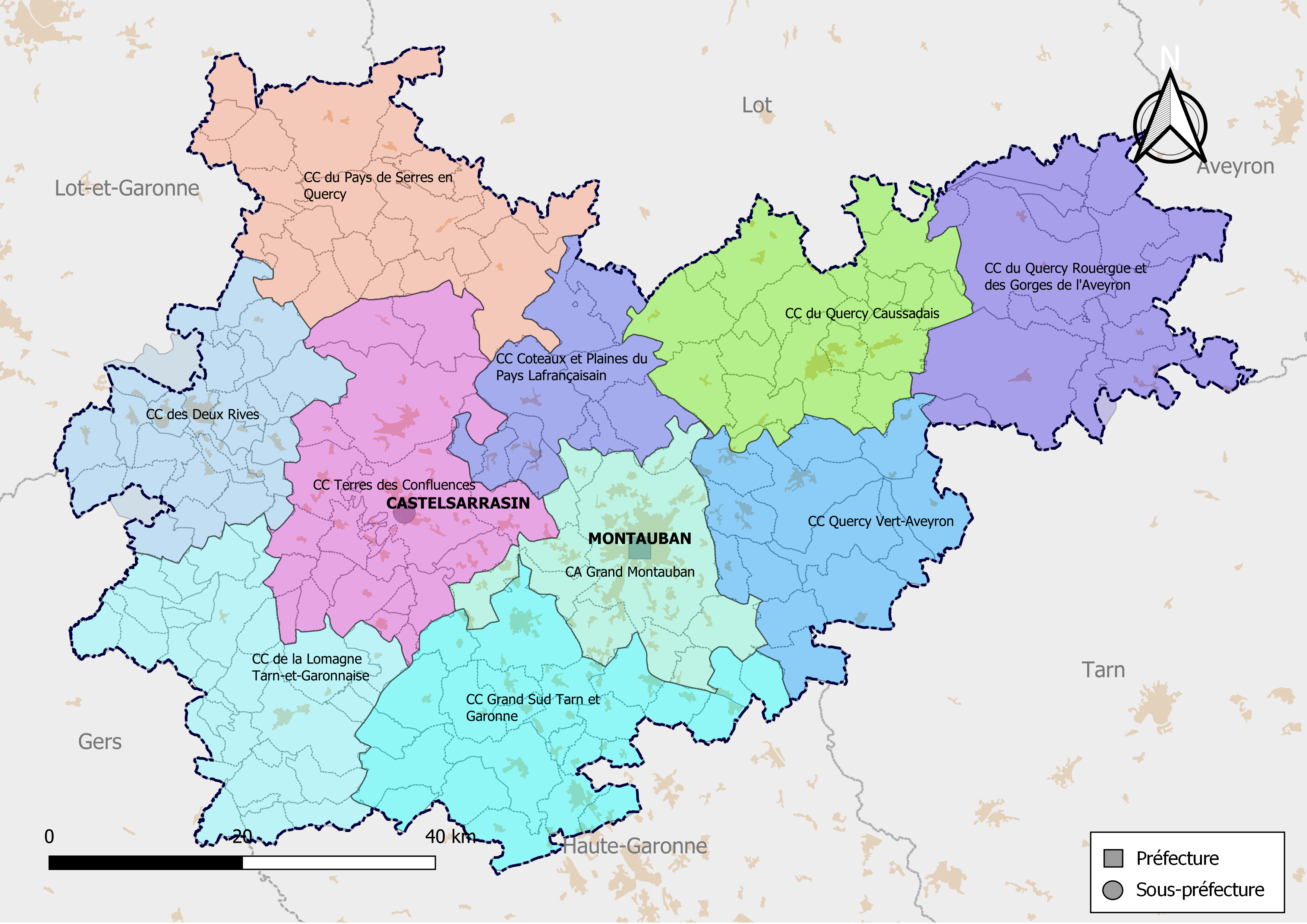
Carte des EPCI de Tarn-et-Garonne au 1er janvier 2019.

Le département de Tarn-et-Garonne compte 1 communauté d'agglomération et 9 communautés de communes.

## Depuis le 1er janvier 2017
Le territoire du département de Tarn-et-Garonne est, en 2014, couvert dans son intégralité par des intercommunalités à fiscalité propre. Le 1er janvier 2017, la loi NOTRe entre en vigueur et certaines communautés de communes ont fusionné.

### Les modifications
Fusion de la Communauté de communes (CC) Terres de confluence et de la CC Sère Garonne Gimone avec une extension à 2 communes de Saint-Porquier et La-Ville-Dieu-du-Temple. Puis fusion de la CC Terrasses et Vallée de l'Aveyron et de la CC du Quercy Vert mais aussi fusion de la CC Terroir de Grisolles-Villebrumier (moins Reyniès qui rejoint la communauté d'agglomération du Grand Montauban), de la CC Garonne et Canal et de la CC Pays de Garonne et Gascogne et fusion de la CC Sud Quercy Lafrançaise et de la CC Terrasses et Plaines des Deux Cantons (moins les communes de Saint-Porquier et de La Ville-Dieu-du-Temple). Sans oublier l'extension de la communauté d'agglomération du Grand Montauban à la commune de Reyniès.
Le 1er janvier 2018, la commune de Lacourt-Saint-Pierre quitte la communauté de communes Grand Sud Tarn-et-Garonne pour rejoindre le Grand Montauban.

### Liste des EPCI
Au 1er janvier 2021, le département de Tarn-et-Garonne compte 10 établissements publics de coopération intercommunale à fiscalité propre dont le siège est dans le département (1 communauté d'agglomération et 9 communautés de communes), dont 2 qui sont interdépartementaux.  
| Forme juridique            | Nom                                              | no SIREN  | Date de création | Nombre de communes                     | Population (der. pop. légale) | Superficie (km2) | Densité (hab./km2) | Siège                   | Président          |
| -------------------------- | ------------------------------------------------ | --------- | ---------------- | -------------------------------------- | ----------------------------- | ---------------- | ------------------ | ----------------------- | ------------------ |
| Communauté d'agglomération | Grand Montauban                                  | 248200099 | 21 décembre 1999 | 11                                     | 79 304 (2021)                 | 280,90           | 282                | Montauban               | Thierry Deville    |
| Communauté de communes     | CC Grand Sud Tarn et Garonne                     | 200066652 | 1er janvier 2017 | 25                                     | 43 119 (2021)                 | 434,60           | 99                 | Labastide-Saint-Pierre  | Marie-Claude Nègre |
| Communauté de communes     | CC Terres des Confluences                        | 200066322 | 1er janvier 2017 | 22                                     | 42 294 (2021)                 | 451,10           | 94                 | Castelsarrasin          | Dominique Briois   |
| Communauté de communes     | CC Quercy Vert-Aveyron                           | 200066884 | 1er janvier 2017 | 13                                     | 22 766 (2021)                 | 337,0            | 68                 | Nègrepelisse            | Morgan Tellier     |
| Communauté de communes     | CC du Quercy caussadais                          | 248200057 | 30 décembre 1996 | 19                                     | 20 333 (2021)                 | 392,40           | 52                 | Caussade                | Guy Rouziès        |
| Communauté de communes     | CC des Deux Rives (Tarn-et-Garonne)              | 248200016 | 1er janvier 2002 | 28 (dont 1 dans le 32 et 2 dans le 47) | 18 899 (2021)                 | 343,30           | 55                 | Valence                 | Jean-Michel Baylet |
| Communauté de communes     | CC Coteaux et Plaines du Pays Lafrançaisain      | 200067122 | 1er janvier 2017 | 11                                     | 11 206 (2021)                 | 221,0            | 51                 | Lafrançaise             | Thierry Delbreil   |
| Communauté de communes     | CC de la Lomagne tarn-et-garonnaise              | 248200065 | 2 juin 1997      | 31                                     | 10 066 (2021)                 | 378,0            | 27                 | Beaumont-de-Lomagne     | Bernard Salomon    |
| Communauté de communes     | CC du Pays de Serres en Quercy                   | 200040418 | 31 décembre 2013 | 22                                     | 8 378 (2021)                  | 450,40           | 19                 | Lauzerte                | Claude Veril       |
| Communauté de communes     | CC du Quercy Rouergue et des gorges de l'Aveyron | 248200107 | 23 décembre 1997 | 17 (dont 1 dans le 81)                 | 7 775 (2021)                  | 462,80           | 17                 | Saint-Antonin-Noble-Val | Gilles Bonsang     |

## Avant le 1er janvier 2017
Le territoire du département de Tarn-et-Garonne est, en 2014, couvert dans son intégralité par des intercommunalités à fiscalité propre : une communauté d'agglomération et 14 communautés de communes regroupant les 195 communes du département.
Parmi celles-ci deux regroupent des communes de départements limitrophes :
- La Communauté de communes du Quercy Rouergue et des gorges de l'Aveyron regroupe la commune de Montrosier,
- La Communauté de communes des Deux Rives regroupe les deux communes suivantes : Clermont-Soubiran et Grayssas, en Lot-et-Garonne, et Saint-Antoine dans le Gers.

| Forme juridique            | Nom                                              | N° SIREN          | Type de fiscalité | Date de création  | Siège                     | Président          | Nombre de communes                 | Population 2021               | Superficie (km2)               | Densité (hab./km2) |
| -------------------------- | ------------------------------------------------ | ----------------- | ----------------- | ----------------- | ------------------------- | ------------------ | ---------------------------------- | ----------------------------- | ------------------------------ | ------------------ |
| Communauté d'agglomération | Grand Montauban                                  | 248200099         | FPU               | 21/12/1999        | Montauban                 | Brigitte Bareges   | 8                                  | 79304                         | 280.90                         | 282,40             |
| Communauté de communes     | CC du Quercy Caussadais                          | 248200057         | FA                | 30/12/1996        | Caussade                  | François Bonhomme  | 19                                 | 20333                         | 392.40                         | 51,80              |
| Communauté de communes     | CC du Quercy Vert                                | 248200040         | FA                | 25/07/1996        | Monclar-de-Quercy         | Jean-Paul Albert   | 6                                  | 5100                          | 127.72                         | 39,90              |
| Communauté de communes     | CC de la Lomagne Tarn-et-Garonnaise              | 248200065         | FPU               | 02/06/1997        | Beaumont-de-Lomagne       | Francis Garrigues  | 31                                 | 10066                         | 378.0                          | 26,60              |
| Communauté de communes     | CC du Quercy Rouergue et des Gorges de l'Aveyron | 248200107         | FA                | 23/12/1997        | Saint-Antonin-Noble-Val   | André Massat       | 16 (EPCI complet : 17 dép2 : Tarn) | 7 716 (EPCI complet : 7775)   | 459,40 (EPCI complet : 462.80) | 16,80              |
| Communauté de communes     | CC du Sud-Quercy de Lafrançaise                  | 248200115         | FA                | 22/12/1997        | Lafrançaise               | Patrick Soulhac    | 7                                  | 6936                          | 178.73                         | 38,80              |
| Communauté de communes     | CC du Terroir Grisolles/Villebrumier             | 248200172         | FA                | 25/06/1999        | Labastide-Saint-Pierre    | Marie-Claude Negre | 13                                 | 19757                         | 157.20                         | 125,70             |
| Communauté de communes     | CC Terres de confluences                         | 248200164         | FA                | 14/06/1999        | Castelsarrasin            | Bernard Garguy     | 6                                  | 28200                         | 248.92                         | 113,30             |
| Communauté de communes     | CC Terrasses et Vallée de l'Aveyron              | 248200198         | FA                | 20/12/2002        | Nègrepelisse              | Jean Cambon        | 7                                  | 15518                         | 209.25                         | 74,20              |
| Communauté de communes     | CC du Pays de Garonne et de Gascogne             | 248200206         | FA                | 23/12/2002        | Verdun-sur-Garonne        | Denis Roger        | 9                                  | 10162                         | 203.92                         | 49,80              |
| Communauté de communes     | CC des Deux Rives                                | 248200016         | FA                | 01/01/2002        | Valence                   | Jean-Michel Baylet | 25 (EPCI complet : 28 dép2 : Lot)  | 17 777 (EPCI complet : 18899) | 313,7 (EPCI complet : 343.30)  | 55,10              |
| Communauté de communes     | CC Garonne et Canal                              | 248200180         | FA                | 12/07/2002        | Montech                   | Jacques Moignard   | 6                                  | 11251                         | 116.17                         | 96,80              |
| Communauté de communes     | CC Sère - Garonne - Gimone                       | 200006427         | FPU               | 29/11/2006        | Saint-Nicolas-de-la-Grave | Jean-Marie Bence   | 14                                 | 6453                          | 160.32                         | 40,30              |
| Communauté de communes     | CC des Terrasses et Plaines des Deux cantons     | 200006435         | FPU               | 29/11/2006        | Les Barthes               | André Magnac       | 6                                  | 8050                          | 84.10                          | 95,70              |
| Communauté de communes     | CC du Pays de Serres                             | 200040418         | FA                | 31/12/2013        | Lauzerte                  | Claude Veril       | 22                                 | 8378                          | 450.40                         | 18,60              |
| TOTAL département          | TOTAL département                                | TOTAL département | TOTAL département | TOTAL département | TOTAL département         | TOTAL département  | 195                                | 252 578                       | 3 718                          | [ 15 ]             |

## Pays
1. Pays Montalbanais
2. Pays Garonne Quercy Gascogne
3. Pays Midi-Quercy